# HSC Boomerang
HSC Boomerang – szybki prom pasażersko-samochodowy (HSC) należący w latach 1997–2001 do Polskiej Żeglugi Bałtyckiej. Później eksploatowany przez innych armatorów pod nazwą Tallink AutoExpress 2.
Stępkę pod budowę katamaranu typu AutoExpress 82 (kadłub nr 53) położono w australijskiej stoczni Austal Ships z Henderson 1 marca 1996 roku. Dokładnie rok później 1 marca 1997 jednostka została zwodowana. Zbudowany został na ryzyko stoczni jako tzw. budowa spekulacyjna. Wykańczany prom został zakupiony 18 marca 1997 roku przez PŻB, a prace wykończeniowe zakończono z końcem kwietnia tego samego roku. Prom przypłynął do Polski, do portu w Ṡwinoujściu 25 maja 1997 po 25 dniach żeglugi (z Henderson w zachodniej Australii). Jednostka stanowiła zupełnie nową jakość w przewozach pasażerskich PŻB: konstrukcja wykonana całkowicie ze stopów aluminiowych i kompozytów, prędkość eksploatacyjna powyżej 40 węzłów (na próbach 48 w.), napęd wodnoodrzutowy, całkowicie elektroniczny mostek kapitański ze sterowaniem za pomocą ekranów dotykowych i joysticka zamiast koła sterowego.
Matką chrzestną jednostki była żona ówczesnego prezydenta RP – Jolanta Kwaśniewska. Ceremonia chrztu miała miejsce 23 czerwca 1997 w Świnoujściu. Tego samego dnia statek wszedł do eksploatacji i do 15 października 2000 w sezonie letnim pływał na linii Świnoujście – Malmö. Podróż do Szwecji trwała 4 godziny 15 minut zamiast ośmiu, dlatego też nie było na promie kabin, pasażerowie siedzieli w fotelach lotniczych. Zabierał do 700 pasażerów i max. 175 samochodów osobowych lub 10 autobusów i 70 samochodów. Statek okazał się jednak mało dochodowy – w pierwszym sezonie odbył 230 rejsów tam i z powrotem, przewożąc średnio w jedną stronę 142 pasażerów (obłożenie tylko 20%), 36 samochodów osobowych i niecałe 0,4 autobusu.
W 2001 prom z powodów ekonomicznych i eksploatacyjnych został sprzedany zarejestrowanemu na Cyprze armatorowi Hansalink Ltd. (operator: estoński Tallink z Tallinna). W październiku 2009 został zakupiony przez Consolidada de Ferrys C.A., armatora z Wenezueli a od około 2017 na skutek postępującego kryzysu ekonomicznego w tym kraju zaprzestano konserwacji i eksploatacji promu. W nocy 6 sierpnia 2018 podczas postoju w porcie Puerto de Guanta porzucony prom częściowo zatonął.
Poprzedzające wprowadzenie Boomeranga promy siostrzane serii Auto Express 82:  Delphin (TT-Line - w serwisie Niemcy-Pd Szwecja),  Felix (Scandlines - w serwisie Szwecja-Dania)